# 达利娅·伊齐克

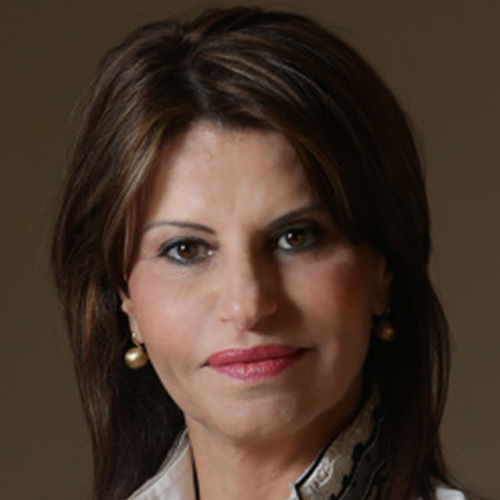
达利娅·伊齐克

达利娅·伊齐克（希伯來語：דליה איציק；1952年10月20日—），女，以色列政治人物，曾担任以色列环境部长，工业与贸易部长，交通部长等职。2006–2009年间，担任以色列国会议长，为以色列历史上首位女性议长。此外，还曾两次代理总统。

## 生平
1952年生于耶路撒冷。1992年，当选为以色列第13届国会议员。1999–2001年，担任以色列环境部部长；2001–2002年，担任以色列工业与贸易部部长；2005年，担任以色列交通部部长。